# Saarland Hurricanes 2022
Questa voce raccoglie le informazioni riguardanti i Saarland Hurricanes nelle competizioni ufficiali della stagione 2022.

## Roster
| Roster dei Saarland Hurricanes (2022) |
| --- |
| Quarterback - 11 Janis Kaiser - 18 Jack Lindsey Running Back - 4 Jakub Klein - 7 Bijan Jelvani - 26 Allen Jonczyk - 40 Benjamin Thompson Wide Receiver - 6 Jan Pietsch - 10 Marvin Fuchs - 12 Paul Lion - 19 Marian Menden - 21 Philip Pieler - 87 Marcel Baumbach Tight End - 89 Kai Frick Offensive Linemen - 55 Benedikt Lion - 56 Jan Purper - 59 Leon Arend - 71 Yann Rohou - 73 Ole Krebs - 74 Chandler Anthony - 76 Sascha Beck - 79 Jan Leiner Defensive Linemen - 1 Firat Yildirim - 45 Raphael Kopp - 48 Alexander Wache - 50 Nunzio Angelini - 51 Jo Osei - 86 Steven Berger - 91 Fränk Mousel - 94 Steven Dolak - 95 Jonas Carl - 99 Tobias Scheibe Linebacker - 5 Christoph Dillenburger - 8 Teo Knight / - 15 Juliano Arguello - 24 Murat Senem - 43 Mutlu Yildirim - 49 Kristian Metzler Defensive Back - 2 Luca Müller - 3 Tim Frötschl - 9 Lamar Hall - 14 DeShaun Gorman - 30 Leon Schwarz - 31 Mehdi Tissnaoui - 47 Alex Knight / Special Team |

## German Football League 2022

### Stagione regolare
| Schwäbisch Hall 21 maggio 2022, ore 17:02 1ª giornata | Schwäbisch Hall Unicorns | 48 – 14 (14-6 21-0 0-0 13-8) referto | Saarland Hurricanes | Optima Sportpark (2043 spett.)\| Arbitro: \| Herrmann \| |
| Arbitro:                                              | Herrmann                 |                                      |                     |                                                          |

| Saarbrücken 28 maggio 2022, ore 17:00 2ª giornata | Saarland Hurricanes | 56 – 3 (14-3 14-0 14-0 14-0) referto | Frankfurt Universe | Ludwigsparkstadion (856 spett.)\| Arbitro: \| Schrader \| |
| Arbitro:                                          | Schrader            |                                      |                    |                                                           |

| Saarbrücken 11 giugno 2022, ore 17:00 4ª giornata | Saarland Hurricanes | 14 – 24 (0-3 7-0 0-7 7-14) referto | Marburg Mercenaries | Ludwigsparkstadion\| Arbitro: \| Herrmann \| |
| Arbitro:                                          | Herrmann            |                                    |                     |                                              |

| Monaco di Baviera 18 giugno 2022, ore 16:00 5ª giornata | Munich Cowboys | 28 – 21 (0-0 7-7 7-7 14-7) referto | Saarland Hurricanes | Städtisches Stadion an der Dantestraße (1293 spett.)\| Arbitro: \| Maurer \| |
| Arbitro:                                                | Maurer         |                                    |                     |                                                                              |

| Francoforte sul Meno 2 luglio 2022, ore 15:58 7ª giornata | Frankfurt Universe | 20 – 42 (0-7 7-21 0-7 13-7) referto | Saarland Hurricanes | PSD Bank Arena (327 spett.)\| Arbitro: \| D. Schrader \| |
| Arbitro:                                                  | D. Schrader        |                                     |                     |                                                          |

| Saarbrücken 16 luglio 2022, ore 17:00 8ª giornata | Saarland Hurricanes | 42 – 64 (7-27 7-23 14-7 14-7) referto | Straubing Spiders | Ludwigsparkstadion (900 spett.)\| Arbitro: \| Herrmann \| |
| Arbitro:                                          | Herrmann            |                                       |                   |                                                           |

| Marburgo 31 luglio 2022, ore 14:58 10ª giornata | Marburg Mercenaries | 14 – 28 (0-7 7-14 0-7 7-0) referto | Saarland Hurricanes | Georg-Gaßmann-Stadion (650 spett.)\| Arbitro: \| Herrmann \| |
| Arbitro:                                        | Herrmann            |                                    |                     |                                                              |

| Saarbrücken 13 agosto 2022, ore 17:00 11ª giornata | Saarland Hurricanes | 27 – 30 (7-0 13-13 0-10 7-7) referto | Munich Cowboys | Ludwigsparkstadion (600 spett.)\| Arbitro: \| Schrader \| |
| Arbitro:                                           | Schrader            |                                      |                |                                                           |

| Weingarten 21 agosto 2022, ore 15:00 12ª giornata | Ravensburg Razorbacks | 28 – 62 (7-7 7-21 7-21 7-13) referto | Saarland Hurricanes | Lindenhofstadion (1133 spett.)\| Arbitro: \| Maurer \| |
| Arbitro:                                          | Maurer                |                                      |                     |                                                        |

| Saarbrücken 27 agosto 2022, ore 17:00 13ª giornata | Saarland Hurricanes | 42 – 43 (7-0 14-14 7-14 14-15) referto | Allgäu Comets | Ludwigsparkstadion (870 spett.)\| Arbitro: \| Schrader \| |
| Arbitro:                                           | Schrader            |                                        |               |                                                           |

## Statistiche di squadra
| Competizione      | %Vittorie | In casa | In casa | In casa | In casa | In casa | In casa | In trasferta | In trasferta | In trasferta | In trasferta | In trasferta | In trasferta | Totale | Totale | Totale | Totale | Totale | Totale |
| Competizione      | %Vittorie | G       | V       | N       | P       | Pf      | Ps      | G            | V            | N            | P            | Pf           | Ps           | G      | V      | N      | P      | Pf     | Ps     |
| ----------------- | --------- | ------- | ------- | ------- | ------- | ------- | ------- | ------------ | ------------ | ------------ | ------------ | ------------ | ------------ | ------ | ------ | ------ | ------ | ------ | ------ |
| Stagione regolare | .400      | 5       | 1       | 0       | 4       | 181     | 164     | 5            | 3            | 0            | 2            | 167          | 138          | 10     | 4      | 0      | 6      | 348    | 302    |
| Totale            | .400      | 5       | 1       | 0       | 4       | 181     | 164     | 5            | 3            | 0            | 2            | 167          | 138          | 10     | 4      | 0      | 6      | 348    | 302    |

## Statistiche personali

### Marcatori
| Giocatore   | Ruolo | TD rush | TD recv | TD int | TD p.ret | TD k.ret | TD oth | Xp1 | Xp2 | FG | Saf | Totale |
| ----------- | ----- | ------- | ------- | ------ | -------- | -------- | ------ | --- | --- | -- | --- | ------ |
| M. Fuchs    |       | 0       | 6       | 0      | 0        | 0        | 0      | 36  | 0   | 0  | 0   | 72     |
| B. Thompson |       | 3       | 3       | 0      | 0        | 0        | 0      | 0   | 1   | 0  | 0   | 38     |
| M. Menden   |       | 0       | 6       | 0      | 0        | 0        | 0      | 0   | 0   | 0  | 0   | 36     |
| D. Bibbens  |       | 0       | 5       | 0      | 0        | 0        | 0      | 0   | 0   | 0  | 0   | 30     |
| D. Smith    |       | 5       | 0       | 0      | 0        | 0        | 0      | 0   | 0   | 0  | 0   | 30     |
| B. Jelvani  |       | 4       | 0       | 0      | 0        | 0        | 0      | 0   | 0   | 0  | 0   | 24     |
| P. Lion     |       | 0       | 4       | 0      | 0        | 0        | 0      | 0   | 0   | 0  | 0   | 24     |
| J. Klein    |       | 3       | 0       | 0      | 0        | 0        | 0      | 0   | 0   | 0  | 0   | 18     |
| R. Kopp     |       | 3       | 0       | 0      | 0        | 0        | 0      | 0   | 0   | 0  | 0   | 18     |
| J. Pietsch  |       | 0       | 2       | 0      | 0        | 0        | 0      | 0   | 1   | 0  | 0   | 14     |
| M. Olivera  |       | 0       | 2       | 0      | 0        | 0        | 0      | 0   | 0   | 0  | 0   | 12     |
| M. Roebuck  |       | 1       | 1       | 0      | 0        | 0        | 0      | 0   | 0   | 0  | 0   | 12     |
| K. Kaiser   |       | 0       | 0       | 0      | 0        | 0        | 0      | 8   | 0   | 0  | 0   | 8      |
| J. Arguello |       | 0       | 0       | 0      | 0        | 1        | 0      | 0   | 0   | 0  | 0   | 6      |
| A. Jonczyk  |       | 1       | 0       | 0      | 0        | 0        | 0      | 0   | 0   | 0  | 0   | 6      |

### Passer rating
| Giocatore  | G | Att | Comp | Int | Yds  | TD | NFL    | NCAA   |
| ---------- | - | --- | ---- | --- | ---- | -- | ------ | ------ |
| L. Hall    | 9 | 16  | 11   | 0   | 265  | 5  | 151,04 | 311,00 |
| D. Smith   | 6 | 163 | 104  | 6   | 1420 | 17 | 110,98 | 164,04 |
| J. Kaiser  | 5 | 27  | 17   | 1   | 192  | 2  | 93,44  | 139,73 |
| Goldin     | 2 | 61  | 37   | 3   | 359  | 4  | 78,52  | 121,90 |
| J. Lindsay | 1 | 45  | 27   | 3   | 279  | 1  | 57,55  | 106,08 |
| A. Visal   | 2 | 1   | 1    | 0   | 3    | 0  |        |        |
| O. Krebs   | 9 | 0   | 0    | 0   | 0    | 0  |        |        |